# (10347) Murom
(10347) Murom est un astéroïde de la ceinture principale.

## Description
(10347) Murom est un astéroïde de la ceinture principale. Il fut découvert le 23 avril 1992 à La Silla par Eric Walter Elst. Il présente une orbite caractérisée par un demi-grand axe de 2,40 UA, une excentricité de 0,22 et une inclinaison de 1,1° par rapport à l'écliptique.

## Compléments